# Solite chiacchiere
Solite chiacchiere è un singolo della cantante italiana Francesca Michielin, pubblicato il 15 dicembre 2023.

## Descrizione
Il brano è stato scritto dalla cantautrice assieme a Matteo Montalesi, in arte Esseho, e prodotto da quest'ultimo con Marta Venturin. La cantante ha raccontato il significato del brano:

## Promozione
Il brano è stato presentato durante il tour della cantante Suono di sabato all'Arca e in anteprima nella serata finale di X Factor, in cui per la seconda volta consecutiva, la cantautrice ha ricoperto il ruolo di conduttrice.

## Accoglienza
Alessandro Alicandri di TV Sorrisi e Canzoni riporta che il brano presenti un suono «dall'approccio vellutato», il cui testo si compone di «parole e metafore liquide attraversa in modo delicato emozioni struggenti» che si suddividono in tre atti nella narrazione: «dolore di una storia capace di farti annegare, la seconda del risentimento [...], la terza quella del ritorno alla vita, alla capacità di poter di nuovo respirare».
Fabio Fiume di All Music Italia assegna al brano un punteggio di 6+ su 10, ritenendo che col brano la cantante si sia allontanata dalla sperimentazione avvenuta in Cani sciolti per tornare a una «potenza interpretativa forse recentemente un po’ mancata», trovando tuttavia la produzione e la sonorità del brano «troppo enfatizzata, troppo da studio», sebbene «il motivo, la melodia entrano facilmente in testa».

## Video musicale
Il video, diretto da Giacomo Triglia, è stato reso disponibile in concomitanza con il lancio del singolo attraverso il canale YouTube della cantante.

## Tracce
Testi e musiche di Francesca Michielin e Matteo Montalesi.
1. Solite chiacchiere – 2:58